# Plaza Matriz

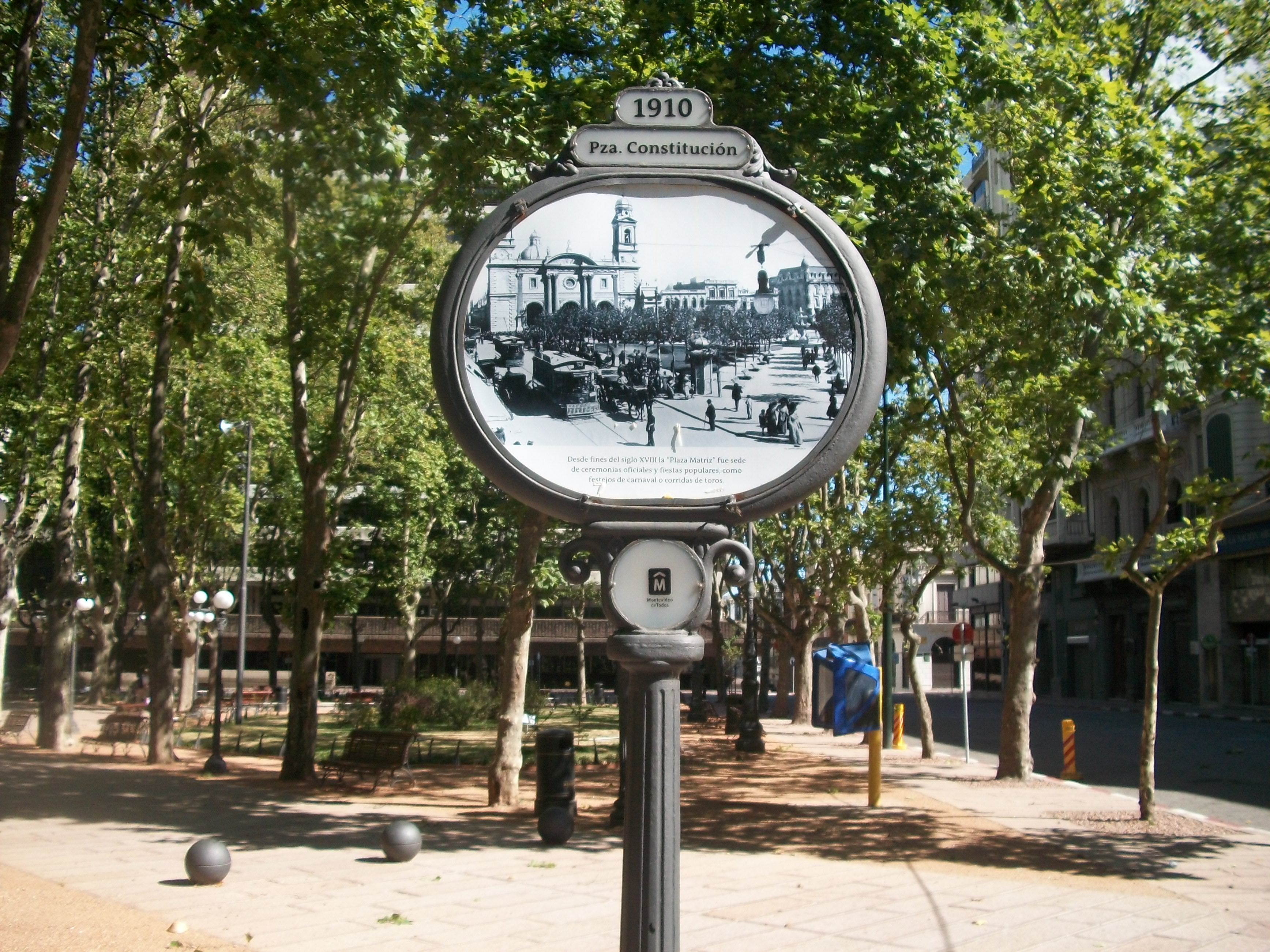

La Plaza de la Constitución o Plaza Matriz se encuentra en la ciudad de Montevideo, Uruguay, en el centro del barrio histórico de la Ciudad Vieja.
Fue la Plaza Mayor de la ciudad fortaleza de San Felipe y Santiago de Montevideo, en la que constituyó el único espacio público abierto concebido como tal. Su ubicación y trazado, transgredieron en gran parte las disposiciones de las Leyes de Indias.
Es uno de los lugares con mayor movimiento de turistas y espacios culturales en toda la ciudad de Montevideo.

## Historia
Conocida también como Plaza Matriz, recibe su nombre oficial en honor a la Constitución Española de Cádiz de 1812.
En la antigua ciudad colonial y en las primeras décadas de la independencia, esta plaza era el centro de la vida ciudadana, dando a ellas las fachadas del Cabildo, sede del gobierno colonial, obra de Tomás Toribio y a la Iglesia Matriz (Catedral Metropolitana), esta última conservando los restos de Fructuoso Rivera, Juan Antonio Lavalleja y Joaquín Suárez.
Actualmente es el eje turístico y comercial del barrio, junto con la peatonal Sarandí y en sus cercanías se encuentran oficinas de ministerios, bancos e instituciones culturales, así como una variada oferta gastronómica.

## Fuente

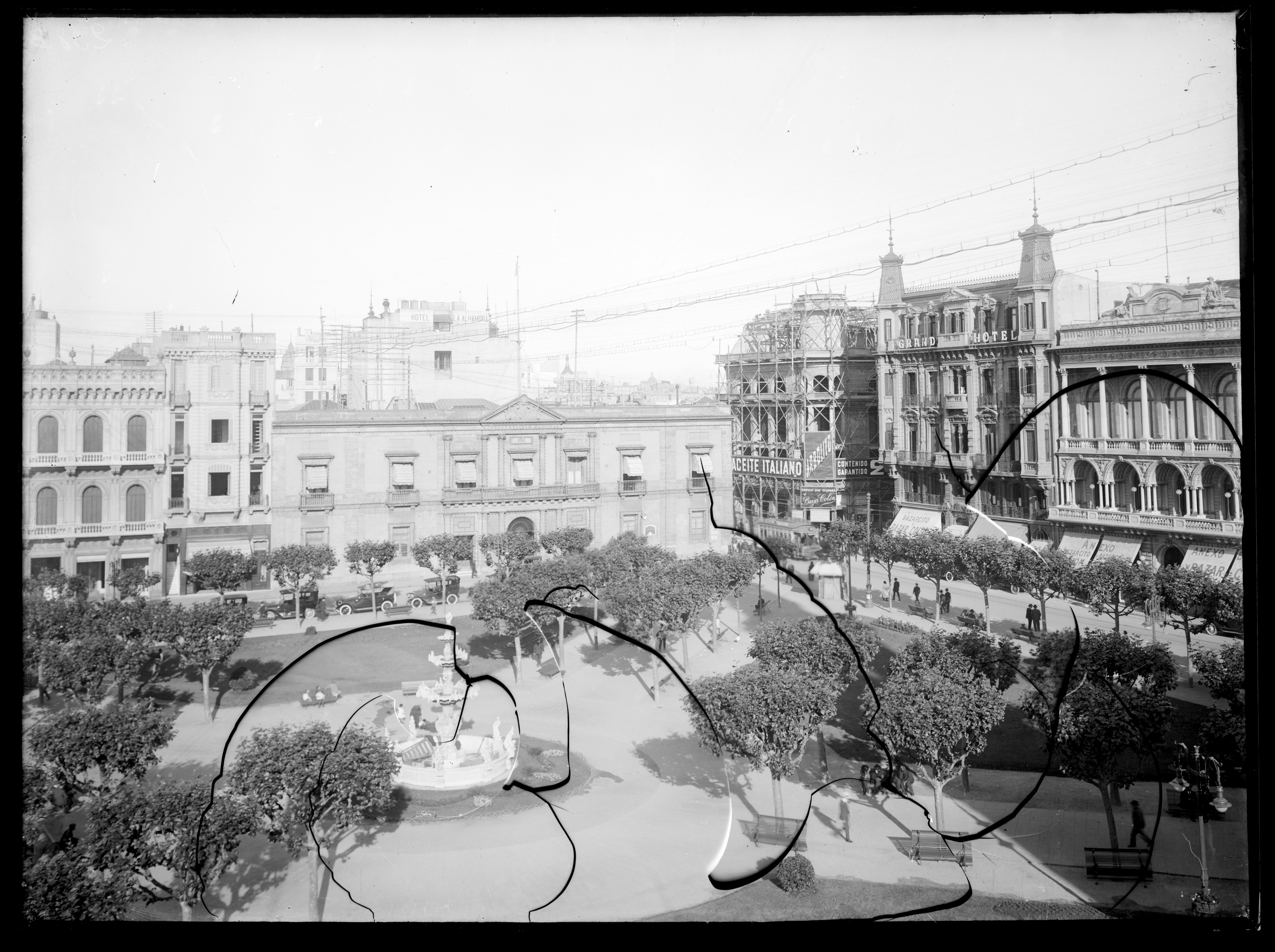
Aspecto general de la plaza en 1923.

En 1867 se inauguró la primera fuente pública en la plaza, la actual fue reinaugurada el 18 de julio de 1871, día en que empezó a prestarse el servicio de agua corriente en la ciudad por una empresa privada. La construcción de la fuente de mármol estaba incluida en las condiciones del contrato de la prestación del servicio y fue un diseño del arquitecto italiano Juan Ferrari.
Está compuesta de un estanque circular con una columna ornamentada en su centro que toma la forma de tres platos que se abren de tamaño decreciente de abajo hacia arriba. Hay en el borde del estanque ocho faunos con tritones entrelazados en su cuerpo.
En el centro hay cuatro grifos alternados con varios elementos simbólicos: el Escudo Nacional, escuadra, martillo y compás, colmena, rastrillo, horquilla, guadaña y huso, entre otros. Tres niños sin vestimenta sostienen el segundo plato y el superior por tres delfines. Como corona de la fuente en la parte superior hay un niño bebiendo de un cuenco. En los laterales del estanque figuran siete inscripciones escritas en letras de mármol en relieve que recuerdan hechos patrios y mencionan también a los responsables del servicio de aguas corrientes.